# Tiro nos Jogos Olímpicos de Verão de 2008 - Tiro rápido 25 m masculino
A prova do tiro rápido de pistola a 25 m masculino do tiro dos Jogos Olímpicos de Verão de 2008 foi disputada nos dias 15 e 16 de agosto no Hall de Tiro de Pequim. 
Nesta prova, cada atirador realiza sessenta disparos contra cinco alvos a 25m de distância. A cada rodada, os cinco alvos aparecem simultaneamente, e o atirador deve dar um tiro em cada alvo. Nas quatro primeiras séries os cinco tiros devem ser disparados em até oito segundos, nas quatro seguintes em seis segundos e nas quatro últimas em quatro segundos. Na fase classificatória esse processo é executado duas vezes. Os seis melhores atiradores se classificam para a final, em que repetem o processo mais uma vez.

## Medalhistas
| Ouro   | UKR Oleksandr Petriv |
| Prata  | GER Ralf Schumann    |
| Bronze | GER Christian Reitz  |

## Qualificação
| Pos. | Atleta                 | País | 1ª série | 2ª série | Total |
| ---- | ---------------------- | ---- | -------- | -------- | ----- |
| 1    | Keith Sanderson        | USA  | 289      | 294      | 583   |
| 2    | Leonid Yekimov         | RUS  | 291      | 290      | 581   |
| 3    | Roman Bondaruk         | UKR  | 286      | 294      | 580   |
| 4    | Oleksandr Petriv       | UKR  | 289      | 291      | 580   |
| 5    | Ralf Schumann          | GER  | 288      | 291      | 579   |
| 6    | Christian Reitz        | GER  | 289      | 290      | 579   |
| 7    | Leuris Pupo            | CUB  | 288      | 290      | 578   |
| 8    | Alexei Klimov          | RUS  | 288      | 289      | 577   |
| 9    | Iulian Raicea          | ROU  | 287      | 289      | 576   |
| 10   | Liu Zhongsheng         | CHN  | 281      | 291      | 572*  |
| 11   | Júlio Almeida          | BRA  | 284      | 284      | 568   |
| 12   | Ghenadie Lisoconi      | MDA  | 282      | 285      | 567   |
| 13   | Afanasijs Kuzmins      | LAT  | 277      | 288      | 565   |
| 14   | Martin Podhráský       | CZE  | 276      | 289      | 565   |
| 15   | Hasli Izwan Amir Hasan | MAS  | 279      | 285      | 564   |
| 16   | Martin Strnad          | CZE  | 267      | 295      | 562   |
| 17   | Bruce Quick            | AUS  | 280      | 280      | 560   |
| 18   | Wong Fai               | HKG  | 282      | 276      | 558   |
| 19   | Zhang Penghui          | CHN  | 288      | 0        | DSQ   |

- DSQ: Declassificado

* Teve dois pontos descontados.

## Final
| Pos. | Atleta               | Qual. | 1    | 2    | 3    | 4    | Final | Total |
| ---- | -------------------- | ----- | ---- | ---- | ---- | ---- | ----- | ----- |
|      | UKR Oleksandr Petriv | 580   | 50.8 | 50.2 | 48.4 | 50.8 | 200.2 | 780.2 |
|      | GER Ralf Schumann    | 579   | 49.2 | 49.5 | 50.2 | 51.6 | 200.5 | 779.5 |
|      | GER Christian Reitz  | 579   | 50.8 | 49.1 | 52.4 | 48.0 | 200.3 | 779.3 |
| 4    | RUS Leonid Yekimov   | 581   | 46.6 | 50.9 | 51.0 | 48.7 | 197.2 | 778.2 |
| 5    | USA Keith Sanderson  | 583   | 48.6 | 48.0 | 47.5 | 49.5 | 193.6 | 776.6 |
| 6    | UKR Roman Bondaruk   | 580   | 49.4 | 49.6 | 49.0 | 46.7 | 194.7 | 774.7 |